# Kingdom Come: Deliverance
Kingdom Come: Deliverance (en español Kingdom Come: La liberación) es un videojuego perteneciente al género de rol de acción desarrollado por la empresa Warhorse Studios y publicado por Deep Silver para Microsoft Windows, PlayStation 4 y Xbox One. Se desarrolla en el reino medieval de Bohemia, un Estado Imperial del Sacro Imperio Romano, con un enfoque en contenido históricamente preciso. Fue lanzado en todo el mundo el 13 de febrero del año 2018.
La historia tiene lugar durante una guerra en Bohemia en el año 1403. Bajo las órdenes del rey húngaro Segismundo, los mercenarios cumanos atacan la aldea minera de Skalitz, una importante fuente de plata. Uno de los sobrevivientes de esa masacre es Henry, el hijo de un herrero. Desamparado y vengativo, Henry se une al servicio del señor Radzig Kobyla, quien lidera un movimiento de resistencia contra la invasión de Segismundo. Mientras Henry busca justicia para su familia asesinada, se involucra en un esfuerzo por restaurar el legítimo rey de Bohemia y el medio hermano de Segismundo, Wenceslao IV, en el trono. El juego presenta líneas de misiones ramificadas y un mundo abierto, entorno que fomenta la inmersión en el juego e incluye armas, vestimenta, técnicas de combate y arquitectura de principios del siglo XV, recreadas con la ayuda de arquitectos e historiadores.

## Modo de juego
Kingdom Come: Deliverance es un videojuego de rol y acción ambientado en un mundo abierto y jugado desde una perspectiva en primera persona que utiliza un sistema RPG sin clases, que permite al jugador personalizar sus habilidades para asumir roles como un guerrero, bardo, ladrón o sus híbridos. Las habilidades y estadísticas crecen según lo que hace y dice el jugador a través de árboles de diálogo ramificados. Durante las conversaciones, el tiempo que tarda un jugador en tomar una decisión es limitado y tendrá un efecto en sus relaciones con los demás. La reputación se basa en las elecciones de los jugadores y, por lo tanto, puede traer consecuencias.
Los cuerpos y rostros de los personajes se crean a través de la combinación de múltiples piezas individuales con toques finales. El sistema de vestimenta cuenta con 16 espacios y elementos para ítems en muchas áreas del cuerpo que se pueden acomodar. Por ejemplo, un caballero con armadura pesada puede usar un gambeson en la parte superior del cuerpo, seguido de malla y armadura de placas, con un tabardo o sobrepelliz encima, para un total de cuatro prendas en las ranuras para el pecho. Cada tipo de ropa proporciona diferentes niveles de protección contra diferentes tipos de armas. La ropa también se desgasta progresivamente, se ensucia o rompe, lo que afecta la apariencia del personaje. El jugador puede usar una variedad de armas incluyendo espadas, cuchillos, hachas, martillos o arcos. Los caballos aparecen en gran medida en el juego, y están diseñados para actuar con su propia inteligencia artificial mientras se encuentran bajo el control del jugador, moviéndose o saltando para evitar pequeños obstáculos o peligros. El jugador también puede pelear a caballo y usar su corcel para llevar objetos si necesita espacio adicional en el inventario, pero los caballos de guerra también son combatientes competentes con su propia inteligencia artificial. Los corceles vienen con cinco ranuras para armadura y accesorios.
Kingdom Come: Deliverance también presenta un sistema de necesidades que requiere que el jugador duerma y coma para mantenerse saludable. El equipo y la ropa también se degradan y requieren reparación. Los productos alimenticios y otros artículos perecederos se echarán a perder con el tiempo. El juego usa minijuegos basados en las habilidades/estadísticas para muchas de estas tareas, que incluyen la reparación de armaduras y prendas, así como para reunir nuevos artículos al elegir cerraduras o bolsillos, destilar alcohol o crear medicamentos. El juego usa armas de largo y corto alcance en combate que se basa en un sistema de física que usa cinemática inversa para determinar las reacciones de ambos combatientes según la velocidad y el peso de un golpe. Este sistema tiene como objetivo agregar mayor variedad y realismo al combate, junto con una variedad de movimientos de combate básicos y movimientos de combinación, algunos de los cuales pueden desbloquearse mediante puntos de habilidad. Las diferentes armas tienen diferentes características que las hacen útiles para diferentes propósitos. Por ejemplo, una espada es un arma rápida para golpear y parar, pero no es muy efectiva contra armaduras pesadas.
Las misiones están destinadas a ser no lineales, con múltiples formas de completar objetivos para permitir que múltiples tipos de caracteres sean viables. La trama presenta algunos eventos a gran escala como asedios a castillos y grandes batallas. Cada personaje no jugador (PNJ) tiene su rutina diaria, y cada rutina puede verse afectada por el jugador. Los personajes pueden reaccionar a todas las acciones de los jugadores y ajustar sus rutinas a ellos. Los PNJ reportarán crímenes a las autoridades, quienes castigarán al jugador en consecuencia, ya sea con una multa, tiempo en la cárcel o sometiéndolos a las acciones o torturando. La delincuencia afectará a la economía y la gente se volverá sospechosa o agresiva después de los delitos no resueltos.

## Sinopsis

### Contexto
Kingdom Come: La liberación tiene lugar a principios del siglo XV, en el Reino de Bohemia, parte de las Tierras de la Corona de Bohemia y el Sacro Imperio Romano en lo que hoy es la República Checa. El área accesible del juego se encuentra en la región entre Sázava y Rataje nad Sázavou. Otros asentamientos y pueblos en el juego del mundo real incluyen Stříbrná Skalice, Světlá nad Sázavou, Mrchojedy, Talmberg, Ledečko, el monasterio de Sázava, Samopše, Úžice y Nový Dvůr.
Antes de los acontecimientos del juego, el Reino de Bohemia fue gobernado por Carlos IV, Sacro Emperador Romano, y experimentó una edad de oro bajo su reinado. Sin embargo, después de la muerte de Carlos, su hijo, Wenceslao IV de Bohemia, ocupó el trono en lugar de su medio hermano, Segismundo, rey de Hungría y Croacia. Wenceslao demostraría ser un gobernante ocioso e inútil para la nobleza bohemia que no podía controlarlo. En un movimiento arriesgado, con la ayuda de los nobles de Bohemia, Segismundo secuestra y destrona a Wenceslao y comienza una campaña brutal para capturar las tierras de Bohemia.

### Argumento
En la ciudad minera de plata de Skalitz, el joven Henry es un simple campesino, que vive bajo su madre y su padre herrero, Martin. Después de terminar algunos recados para su padre, Henry se une a él para completar una magnífica espada encargada para el escudero del Rey Wenceslao, Sir Radzig Kobyla. Mientras que Henry desea explorar y ver la vida fuera del pueblo, Martin insiste en que una vida más tranquila es mucho más segura que la de un aventurero. Inmediatamente después, un ejército de soldados Cumanos bajo Segismundo de Luxemburgo controla el ataque y ataca a Skalitz, matando a todos los que no huyen. Henry se agarra a la espada y corre, pero luego regresa por su madre y su padre, y es testigo de su asesinato bajo el compinche de Segismundo, Sir Markvart von Aulitz. Henry huye a la seguridad del castillo, pero es demasiado tarde y se ve obligado a ir al cercano castillo de Talmberg.
Apenas escapando con vida, Henry llega a Talmberg y advierte a su señor, Sir Divish, y su amigo, Sir Hanush de Leipa, del ataque a Skalitz. Sir Divish y Hanush se apiadan de Henry después de su terrible experiencia, y más tarde son recibidos por los sobrevivientes de Skalitz, dirigidos por Sir Radzig, que se han escabullido durante una tormenta. Henry está devastado por el hecho de que sus padres no han sido enterrados adecuadamente, y se escapa de Talmberg contra las órdenes de Sir Divish de regreso a Skalitz. Henry jura vengarse del hombre que asesinó a sus padres, pero inmediatamente es superado en número y derrotado por un grupo de bandidos y su líder, quien también lleva consigo la espada encargada. Henry es rescatado por otra niña de Skalitz, Theresa, y el capitán Robard de Talmberg, que termina enterrando a los padres de Henry y lo transporta de forma segura a la ciudad de Rattay.
Tratando de recuperar la espada de su padre y vengar la muerte de sus padres, Henry espera unirse al enviado de Sir Radzig para ayudar en la batalla contra el ejército de Segismundo. Aunque la tradición de la servidumbre inicialmente mantiene a Henry como un simple campesino, demuestra ser un soldado valiente y obediente para Radzig. Después de salvar y hacerse amigo del malvado sobrino y heredero de Sir Hanush, Lord Hans Capon, de un grupo de bandidos, Henry es aceptado en el enviado de Sir Radzig. Investiga los bandidos y sus redadas en las granjas locales, antes de descubrir finalmente un campamento oculto que se ha establecido dentro de un castillo boscoso y olvidado. Después de advertir a Sir Radzig del campamento, preparan una redada para destruir al bandido y la colmena Cuman. Después de luchar para entrar, Henry se enfrenta al ladrón de espadas y al líder de los bandidos, Runt. Sin embargo, después de ser derrotado, Runt se resigna a su destino y ni revela su verdadero líder ni la ubicación de la espada antes de morir.
El grupo híbrido de cumanos y bandidos lleva a los Señores a creer que alguien ha estado secretamente intentando levantar una insurgencia desde el interior del reino, y Henry intenta investigar más a fondo para descubrir al culpable. Una pista es proporcionada por una pista encontrada en el escondite de los bandidos; un cofre de groschen falsificado que se ha hecho dentro del reino en alguna parte. Henry encuentra y captura al fabricante de las falsificaciones y luego encuentra una pista sobre el misterioso grupo. Henry intenta insertarse en sus filas, pero los bandidos le piden que mate a un exmiembro del grupo que los traicionó. Para encontrar el objetivo, Henry se une de forma encubierta a un monasterio de monjes cristianos donde el hombre se esconde, y lo atrae con el tiempo. Henry finalmente descubre e infiltra la fortaleza de los bandidos, encontrando un ejército oculto masivo compuesto de soldados mercenarios checos.
En la fortaleza, Henry se encuentra con Istvan Toth, un hidalgo húngaro que había estado visitando a los Señores anteriormente en el juego. Toth recuerda a Henry y revela que también tiene la espada de su padre. Antes de que él pueda reaccionar, Henry queda inconsciente y capturado. Después de haber sido golpeado durante horas, Henry es visitado nuevamente por Toth, quien revela su plan; use el groschen falsificado para armar un ejército de mercenarios locales bajo el radar de los Señores, luego saquee y capture la tierra sin mucha resistencia. Con su alianza con la cruzada de Segismundo, a Toth se le otorgarían las tierras bohemias capturadas una vez que Segismundo sea rey. Continúa para revelar también que Henry es en realidad el hijo bastardo del propio Sir Radzig, y que mantendrá vivo a Henry para negociar un rescate.
Con la ayuda de un antiguo aldeano de Skalitz, Zbyshek, Henry escapa de la fortaleza y advierte a los Señores de la traición de Toth. Radzig reconoce a Henry como su hijo también, pero se mantiene enfocado en la creciente situación. Después de reclutar a Sir Divish, los Señores descienden a la fortaleza por la noche y masacran a la masa de bandidos. Aunque tienen éxito, se dan cuenta de que Toth ha huido del campamento y que planea infiltrarse en el castillo de Talmberg sin protección. Aunque regresan a Talmberg lo más rápido posible, Toth adelanta al castillo y tiene a la esposa de sir Divish, Stephanie, y a un capturado Sir Radzig como rehenes. Sin más opciones, los Señores se preparan para un asedio en Talmberg.
Sir Divish ordena la construcción de una catapulta con el fin de romper en los muros del castillo, y ayudas de Henry en el proceso mediante el reclutamiento de la ayuda de excéntrico ingeniero militar, Konrad Kyeser. Liberándolo de sus antiguos deberes en el monasterio, Kyeser dirige la construcción del trebuchet, lo que permite el comienzo del asedio. Finalmente, la destrucción del rastrillo del castillo permite que se abra la puerta, y los Señores comienzan a retomar Talmberg y matar al resto de los soldados de Istvan. Aunque lo tienen arrinconado, Sir Hanush lleva a cabo un acuerdo para asegurar la salida segura de Istvan y el exilio de Bohemia a cambio de Lady Stephanie. Sin embargo, Istvan parte con Radzig por si acaso, aceptando dejarlo en Skalitz.
Henry y Lord Capon se van a buscar a Radzig. Encontrándose con él en los bordes de Skalitz quemado, Henry y Radzig reflexionan sobre el resultado de la situación. Henry se desanima por la pérdida de la espada de su padre y por el escape de Istvan y von Aulitz de la justicia, aunque Radzig pesa que las vidas salvadas al final se debieron a honrar su nobleza y sus principios morales. Regresan a Talmberg, para asumir sus próximos deberes en la restauración del reino.
En un sueño, Henry es visitado por su padre Martin, que elogia a Henry por su coraje y resistencia. Ve a ambos, su padre y su madre desaparecer en la luz y se despierta, vestido con ropas nobles, con su nueva condición de hijo de un señor.

### Epílogo
Los señores reciben una visita de Jobst, el margrave de Moravia y el primo del rey Wenceslao. Juntos discuten el estado de Bohemia; Wenceslao está cautivo en Viena, mientras que Segismundo continúa saqueando el reino. Sin embargo, su tierra natal de Hungría se ha rebelado contra él, y es vulnerable al elegir entre quedarse para capturar la Corona de Bohemia, o regresar a casa para garantizar su dominio en su propio dominio. Jobst propone un plan para establecer una alianza estratégica con los partidarios de Segismundo, que se sienten desconcertados por el levantamiento y temen su derrota, para terminar la guerra de una vez. Aunque los Señores no están seguros del plan, acordaron rescatar y restaurar a Wenceslao al trono y terminar la incursión de Segismundo pacíficamente.
En una escena final, Henry y Lord Capon salen en un viaje para visitar a uno de los aliados de Segismundo, Otto von Bergow, en su finca en el castillo de Trosky. Con una carta que indica su voluntad de poner fin pacíficamente a la guerra, Henry comenta que su búsqueda personal sigue siendo la de buscar a von Aulitz y recuperar la espada de su padre.

## Desarrollo
El proyecto que se convertiría en Kingdom Come: Deliverance comenzó con un lanzamiento de Daniel Vávra, que había dejado 2K Czech en 2009. Con un equipo pequeño comenzó a buscar inversores para el proyecto. El lanzamiento de Vávra trajo a Martin Klíma, fundador de Altar Games, pero los lanzamientos a los principales inversores en la República Checa no tuvieron éxito. El equipo se estaba preparando para abandonar el proyecto cuando un lanzamiento exitoso a un inversor privado, el multimillonario checo Zdeněk Bakala, aseguró fondos para desarrollar un prototipo del juego. Warhorse Studios se fundó el 21 de julio de 2011.
Warhorse Studios anunció por primera vez que estaban trabajando en un "juego de rol imprevisto" el 9 de febrero de 2012, después de haber licenciado con éxito CryEngine 3 en esta fecha. Después de diecisiete meses trabajando en el prototipo, Warhorse comenzó una gira lanzando el prototipo a varios inversores internacionales. El proyecto no generó el bombo que esperaban y con recursos menguantes, se había avanzado poco hacia una inversión.
El 22 de enero de 2014, Warhorse Studios lanzó una campaña de micromecenazgo a través de Kickstarter con el objetivo de generar £ 300,000, el diez por ciento del presupuesto de $ 5,000,000, para demostrar al inversor que existe una audiencia y deseo para su juego. El 20 de febrero de 2014, se completó el fondo, recaudando un total de  1.106.371 £. Incluso después del final de la campaña de Kickstarter, el crowd funding continuó a través del sitio web de los estudios. El 1 de octubre de 2014, Daniel Vávra había anunciado a través de un video de YouTube que el juego había recaudado 2.002.547 $ de un total de 38.784 patrocinadores. La fecha del lanzamiento público de acceso alfa fue el 22 de octubre de 2014. La versión beta fue lanzada para patrocinadores el 3 de marzo de 2015. El 29 de septiembre de 2016, se anunció que Warhorse Studios había firmado un acuerdo con la división de publicación de juegos Deep Metal de Koch Media. para publicar las versiones de la consola, así como también la versión para PC. La banda sonora Adaptive Music del juego fue compuesta por Jan Valta y Adam Sporka, y sus partes fueron grabadas con una orquesta sinfónica en Rudolfinum.
El juego fue lanzado en todo el mundo el 13 de febrero de 2018. Se lanzó un parche de un día con una extensa actualización del código del juego y la jugabilidad.
En la revista Forbes en la República Checa, la entrevista de Daniel Vávra indicó que el juego les costó 750 millones de coronas, aproximadamente $ 36.5 millones de dólares, incluidos los costos de comercialización.

## Recepción
Kingdom Come: Deliverance recibió críticas "generalmente favorables" de los críticos para la versión de PC, mientras que las versiones de PlayStation 4 y Xbox One recibieron revisiones "mixtas o promedio", según Metacritic, una página de reseñas.
EGM criticó el sistema de guardado difícil de usar del juego, los largos tiempos de carga y la frecuencia de errores de software en el juego, quejándose de que habían registrado 30 horas de juego en tiempo real, pero solo había avanzado el juego alrededor de 19 horas debido a esto, concluyendo "Lo que podría haber sido un RPG intrigante, único, aunque algo decepcionante, está completamente paralizado por un terrible sistema de salvar y errores que rompen los juegos". Game Informer también criticó el sistema de salvar y errores de software, concluyendo que "si la configuración histórica y el enfoque en el realismo le atraen, entonces los sistemas de juego profundo y el ritmo metódico valen la pena aprender... sin embargo, los innumerables problemas técnicos Reino venido requiere que sufras... hasta que el desarrollador elabore un bálsamo integral de parches y pulimento, deberías evitar la aventura de Henry como la peste".
Game Revolution fue más positivo con la experiencia, describió el juego como "si despojaste a Skyrim de las criaturas fantásticas y la magia", y concluyó que "fue una experiencia lo suficientemente buena como para justificar la perduración de los errores y fallas del juego". GameSpot identificó la atención del juego con pequeños detalles como un punto positivo y negativo en el juego, elogiando la "increíble atención al detalle histórico" y "búsquedas extensas y realistas", pero criticando "Mecánica central demasiado rigurosa puede entrar en el manera de tu disfrute". Digitally Downloaded apreció la atención del juego al detalle, pero criticó el tono "juvenil" del juego en algunos de sus rasgos, como el "olor masculino" como un refuerzo de las estadísticas, recibir un aumento de la estadística masculina alfa visitando un burdel, o necesitando consumir bebidas alcohólicas para ahorrar progreso.
Los puntos de venta como Kotaku notaron que parecía haber más fallos y errores de software en la versión de Xbox del juego, y que los parches de actualización estaban resolviendo menos errores que en otras plataformas.

### Controversias
Varias publicaciones progresistas y sitios web acusaron a los desarrolladores de racismo por no retratar a las personas de color en el juego, mientras que los desarrolladores afirman que las personas de color no habitaban la Bohemia de principios del siglo XV. Las publicaciones progresistas también reprocharon las opiniones sostenidas por el director del juego, Daniel Vávra, quien ha sido un crítico de lo que él cree que es un sesgo progresista en el periodismo de videojuegos. Vávra asocia sus puntos de vista sobre el periodismo de videojuegos con Gamergate. Daniel Vávra y Martin Klima respondieron a las acusaciones con una explicación, con Vávra disculpándose por ofender con sus declaraciones pasadas. Heavy.com llamó a la respuesta de Vávra a estas acusaciones como "sospechosa", ya que se publicó solo un mes antes del lanzamiento del juego.
Los medios europeos respondieron a algunos aspectos de esta crítica. Para evaluar la afirmación de que las personas no blancas no vivían en la Bohemia del siglo XV, la revista alemana M! Games preguntó al instituto de historia de la RWTH Aachen University, que se refirió a Johannes Gutenberg University Mainz. Según ellos, había como mucho los pueblos turcos, como los cumanos (que aparecen en el juego como enemigos), pero por lo demás la presencia de los no blancos es "cuestionable". Algunas fuentes de medios checos defendieron el juego contra la acusación. Un comentarista en el periódico Lidové noviny llamó a estas acusaciones "fuera de lugar" y afirmó que la mayoría de los europeos responderían que hay muy pocos, si es que hay alguno, negros en la Bohemia central de principios del siglo XV.
Reid McCarter, un escritor de Unwinnable, acusó al juego por su xenofobia. Sintió que los cumanos y los húngaros fueron injustamente retratados como invasores crueles, mientras que a los checos solo se les mostró una imagen positiva. Kat Bailey de USgamer lamentó la devoción del juego a "señores, reyes y grandes eventos" en nombre de la precisión histórica, postulando que "no hay lugar para las mujeres en la historia de Kingdom Come".

### Ventas
El día del lanzamiento, el juego encabezó la lista de los principales vendedores de Steam. El director del juego Daniel Vávra declaró que el juego vendió 500,000 copias durante sus primeros dos días, de los cuales 300,000 fueron en Steam. Dos semanas después del lanzamiento, el juego vendió más de un millón de copias en total en todas las plataformas.

### Reconocimientos
Antes del lanzamiento, el juego fue nominado en los 2017 Game Critics Awards y Gamescom events para el "Mejor RPG", ganando el premio al "Mejor juego de PC" en este último.